# Snookerseizoen 2009-2010
Het Snookerseizoen 2009/10 zijn snooker toernooien gedurende 2009 en 2010. Het hoogtepunt van het jaar is het WK in Sheffield, Engeland in april en mei.

## Kalender
| Jaar                                       | Datum  | Datum  |                    | Toernooi                       | Accommodatie                        | Plaats         | Winnaar                |
| ------------------------------------------ | ------ | ------ | ------------------ | ------------------------------ | ----------------------------------- | -------------- | ---------------------- |
| WPBSA Pro Tour                             |        |        |                    |                                |                                     |                |                        |
| 2009                                       | 7-sep  | 13-sep | Vlag van China     | 3e Shanghai Masters            | Shanghai grand stage                | Shanghai       | Ronnie O'Sullivan, ENG |
| 2009                                       | 3-okt  | 11-okt | Vlag van Schotland | 28e Grand Prix                 | Kelvin Hall                         | Glasgow        | Neil Robertson, AUS    |
| 2009                                       | 5-dec  | 13-dec | Vlag van Engeland  | 33e UK Championship            | Telford International Centre        | Telford        | Ding Junhui, CHN       |
| 2010                                       | 25-jan | 31-jan | Vlag van Wales     | 19e Welsh Open                 | Newport Centre                      | Newport        | John Higgins, SCO      |
| 2010                                       | 29-mar | 4-apr  | Vlag van China     | 11e China Open                 | Beijing Students University Stadium | Peking         | Mark Williams, WAL     |
| 2010                                       | 17-apr | 3-mei  | Vlag van Engeland  | 73e World Snooker Championship | Crucible Theatre                    | Sheffield      | Neil Robertson, AUS    |
| Pro Challenge Series (WPBSA)               |        |        |                    |                                |                                     |                |                        |
| 2009                                       | 28-jul | 30-jul | Vlag van Engeland  | Event I                        | Northern Snooker Centre             | Leeds          | Stephen Maguire, SCO   |
| 2009                                       | 31-aug | 1-sep  | Vlag van Wales     | Event II - Super6              | Pontin's                            | Prestatyn      | Ken Doherty, IRL       |
| 2009                                       | 9-nov  | 11-nov | Vlag van Engeland  | Event III                      | Willie Thorne Snooker Centre        | Leicester      | Robert Milkins, ENG    |
| 2010                                       | 4-jan  | 6-jan  |                    | Event IV                       |                                     | Gecancelled    |                        |
| 2010                                       | 16-feb | 18-feb | Vlag van Engeland  | Event V                        | George Scott Snooker Club           | Liverpool      | Barry Hawkins, ENG     |
| 2010                                       | 16-mrt | 17-mrt |                    | Event VI                       |                                     | Gecancelled    |                        |
| 2010                                       | 8-apr  | 9-apr  |                    | Event VII                      |                                     | Gecancelled    |                        |
| Pontin's International Open Series (WPBSA) |        |        |                    |                                |                                     |                |                        |
| 2009                                       | 26-jun | 29-jun | Vlag van Wales     | Event I                        | Pontin's                            | Prestatyn      | Jack Lisowski, ENG     |
| 2009                                       | 27-jul | 31-jul | Vlag van Wales     | Event II                       | Pontin's                            | Prestatyn      | Liam Highfield, ENG    |
| 2009                                       | 24-aug | 28-aug | Vlag van Wales     | Event III                      | Pontin's                            | Prestatyn      | Paul Davison, ENG      |
| 2009                                       | 19-okt | 21-okt | Vlag van Wales     | Event IV                       | Pontin's                            | Prestatyn      | Jamie Jones, ENG       |
| 2009                                       | 6-dec  | 11-dec | Vlag van Wales     | Event V                        | Pontin's                            | Prestatyn      | Anthony McGill, SCO    |
| 2010                                       | 1-mrt  | 5-mar  | Vlag van Wales     | Event VI                       | Pontin's                            | Prestatyn      | Kyren Wilson, ENG      |
| 2010                                       | 11-apr | 17-apr | Vlag van Wales     | Event VII                      | Pontin's                            | Prestatyn      | Paul Davison, ENG      |
| 2010                                       | 4-mei  | 8-mei  | Vlag van Wales     | Event VIII                     | Pontin's                            | Prestatyn      |                        |
| World Series                               |        |        |                    |                                |                                     |                |                        |
| 2009                                       | 19-mei | 17-mei | Vlag van Ierland   | WSOS I                         | Gleneagle Hotel                     | Killarney      | Shaun Murphy, ENG      |
| 2009                                       | 17-okt | 18-okt | Vlag van Tsjechië  | WSOS II                        | The Sparta Arena                    | Praag          | Jimmy White MBE, ENG   |
| Andere / niet-rankingtoernooien            |        |        |                    |                                |                                     |                |                        |
| 2009                                       | 3-jun  | 7-jun  | Vlag van China     | 2e Jiangsu Classic             | Nanjing Olympic Sports Centre       | Nanjing - Wuxi | Mark Allen, NIR        |
| 2009                                       | 7-jul  | 12-jul | Vlag van Thailand  | 6-Red Snooker Grand Prix       | Montien Riverside Hotel             | Bangkok        | Jimmy White MBE, ENG   |
| 2009                                       | 13-jul | 17-jul | Vlag van Hongkong  | General Cup International 2009 | Gereral Snooker Club                | Hing Kong      | Ricky Walden, ENG      |
| 2009                                       | 22-jul | 26-jul | Vlag van Engeland  | Paul Hunter English Open       | Northern Snooker Center             | Leeds          | Stuart Bingham, ENG    |
| 2009                                       | 22-jul | 26-jul | Vlag van Taiwan    | Wereldspelen 2009              | Jhongjheng Martial Arts Stadium     | Kaohsiung      | Nigel Bond, GBR†       |
| 2009                                       | 24-jul | 26-jul | Vlag van Ierland   | Lucan Racing Irish Classic     | Celbridge Snooker Club              | Kildare        | Joe Swail, NIR         |
| 2009                                       | 13-aug | 16-aug | Vlag van Duitsland | Paul Hunter Classic            |                                     | Fürth          | Shaun Murphy, ENG      |
| 2009                                       | 26-okt | 31-okt | Vlag van Engeland  | The Masters Qualifiers         | English Institute of Sport          | Sheffield      | Rory McLeod, ENG       |
| 2009                                       | 31-okt | 1-nov  | Vlag van Wales     | Pontin's Pro-Am Finale Event   | Pontin's                            | Prestatyn      | Stuart Bingham, ENG    |
| 2009                                       | 28-nov | 29-nov | Vlag van Engeland  | Premier League Finale          | Potters Bar                         | Norfolk        | Shaun Murphy, ENG      |
| 2009                                       | 15-dec | 18-dec | Vlag van Ierland   | 6-Reds World Championship      | INEC                                | Killarney      | Mark Davis, ENG        |
| 2010                                       | 10-jan | 17-jan | Vlag van Engeland  | 36e The Masters                | Wembley Arena                       | Londen         | Mark Selby, ENG        |

† Op de wereldspelen vaardigt het Verenigd Koninkrijk één gezamenlijk team af.

## Wereldranglijst

### 2009/10
De top-16 van de wereldranglijst van mei 2009 tot april 2010 staat hieronder, deze spelers zullen op alle toernooien een eerste-ronde plaats krijgen* en een uitnodiging voor de Masters.
| No. | Speler            | Pts 2007/08 | Pts 2008/09 | Totaal |
| --- | ----------------- | ----------- | ----------- | ------ |
| 1   | Ronnie O'Sullivan | 29700       | 23875       | 53575  |
| 2   | Stephen Maguire   | 25975       | 22075       | 48050  |
| 3   | Shaun Murphy      | 23700       | 23475       | 47175  |
| 4   | John Higgins      | 14825       | 31000       | 45825  |
| 5   | Ali Carter        | 18425       | 24100       | 42525  |
| 6   | Ryan Day          | 19425       | 21250       | 40675  |
| 7   | Mark Selby        | 20050       | 17925       | 37975  |
| 8   | Marco Fu          | 18075       | 19275       | 37350  |
| 9   | Neil Robertson    | 12400       | 22825       | 35225  |
| 10  | Stephen Hendry    | 16900       | 16225       | 33125  |
| 11  | Mark Allen        | 15075       | 17800       | 32875  |
| 12  | Joe Perry         | 18250       | 14625       | 32875  |
| 13  | Ding Junhui       | 15869       | 13775       | 29644  |
| 14  | Peter Ebdon       | 14975       | 14425       | 29400  |
| 15  | Mark Williams     | 15100       | 14219       | 29319  |
| 16  | Mark King         | 13675       | 14625       | 28300  |

*NB King zal in Shanghai een kwalificatieronde moeten spelen omdat de verdedigend kampioen, Ricky Walden, als eerste geplaatst is voor een toernooi.

### Voorlopige ranglijst
De nieuwe top-16 op basis van de voorlopige ranglijst
| No | Rk. | +- | Nat. | Speler             | Pts 08/09 | SM   | GP   | UK   | WO   | CO   | WC    | Totaal |
| -- | --- | -- | ---- | ------------------ | --------- | ---- | ---- | ---- | ---- | ---- | ----- | ------ |
| 1  | 4   | 3  | SCO  | John Higgins MBE   | 31000     | 4880 | 4480 | 6400 | 5000 | 2660 | 3800  | 57820  |
| 2  | 9   | 7  | AUS  | Neil Robertson     | 22825     | 980  | 7000 | 3040 | 1900 | 2660 | 10000 | 48405  |
| 3  | 1   | 2  | ENG  | Ronnie O'Sullivan  | 23875     | 7000 | 2660 | 5120 | 3200 | 980  | 5000  | 47835  |
| 4  | 5   | 1  | ENG  | Allister Carter    | 24100     | 2660 | 980  | 4000 | 4000 | 4480 | 6400  | 46620  |
| 5  | 13  | 8  | CHN  | Ding Junhui        | 13775     | 3500 | 5600 | 8000 | 700  | 5600 | 3800  | 40975  |
| 6  | 2   | 4  | SCO  | Stephen Maguire    | 22075     | 980  | 2660 | 5120 | 3200 | 2660 | 3800  | 40495  |
| 7  | 3   | 4  | ENG  | Shaun Murphy       | 23475     | 4880 | 980  | 3040 | 700  | 980  | 5000  | 38655  |
| 8  | 15  | 7  | WAL  | Mark Williams MBE  | 14219     | 2660 | 4480 | 3040 | 2500 | 7000 | 3800  | 37699  |
| 9  | 7   | 2  | ENG  | Mark Selby         | 17925     | 980  | 980  | 4000 | 2500 | 2660 | 6400  | 35445  |
| 10 | 11  | 1  | NIR  | Mark Allen         | 17800     | 980  | 3500 | 1120 | 2500 | 4480 | 5000  | 35380  |
| 11 | 10  | 1  | SCO  | Stephen Hendry MBE | 16225     | 2660 | 2660 | 3040 | 1900 | 3500 | 3800  | 33785  |
| 12 | 6   | 6  | WAL  | Ryan Day           | 21250     | 3500 | 980  | 1120 | 2500 | 2660 | 1400  | 33410  |
| 13 | 28  | 15 | SCO  | Graeme Dott        | 14025     | 1960 | 805  | 1140 | 1900 | 1960 | 8000  | 30890  |
| 14 | 8   | 6  | HKG  | Marco Fu           | 19275     | 2660 | 980  | 1120 | 700  | 3500 | 1400  | 29635  |
| 15 | 16  | 1  | ENG  | Mark King          | 14625     | 1960 | 2660 | 3040 | 1900 | 3500 | 1400  | 29085  |
| 16 | 27  | 11 | CHN  | Liang Wenbo        | 14975     | 5600 | 1960 | 4000 | 575  | 805  | 2800  | 28065  |

### Puntverdeling
De puntverdeling voor het seizoen 2009-10
| Toernooi         | Ronde →           | R1 Last 96 | R2 Last 80 | R3 Last 64 | R4 Last 48 | R5 Last 32 | R6 Last 16 | Kw. fin Last 8 | H. fin Last 4 | Tweede | Winnaar |
| ---------------- | ----------------- | ---------- | ---------- | ---------- | ---------- | ---------- | ---------- | -------------- | ------------- | ------ | ------- |
| Shanghai Masters | - Gepl. verliezer | 560 280    | 910 455    | 1260 630   | 1610 805   | 1960 980   | 2660 -     | 3500 -         | 4880 -        | 5600 - | 7000 -  |
| Grand Prix       | - Gepl. verliezer | 560 280    | 910 455    | 1260 630   | 1610 805   | 1960 980   | 2660 -     | 3500 -         | 4880 -        | 5600 - | 7000 -  |
| UK Ch'ship       | - Gepl. verliezer | 640 320    | 1040 520   | 1440 720   | 1840 920   | 2240 1120  | 3040 -     | 4000 -         | 5120 -        | 6400 - | 8000 -  |
| Welsh Open       | - Gepl. verliezer | 400 200    | 650 325    | 900 450    | 1150 575   | 1400 700   | 1900 -     | 2500 -         | 3200 -        | 4000 - | 5000 -  |
| China Open       | - Gepl. verliezer | 560 280    | 910 455    | 1260 630   | 1610 805   | 1960 980   | 2660 -     | 3500 -         | 4880 -        | 5600 - | 7000 -  |
| Wereldk.- schap  | - Gepl. verliezer | 800 400    | 1300 650   | 1800 900   | 2300 1150  | 2800 1400  | 3800 -     | 5000 -         | 6400 -        | 8000 - | 10000 - |